# Hayli Gubbi
L'Hayli Gubbi è un vulcano a scudo posto nella Dancalia. Alto 521 metri, è il più meridionale della catena dell'Erta Ale. Non si conosce la data dell'ultima eruzione. Attualmente è spento.